# Don't Waste Time
Don't Waste Time è il primo album dei Sun Eats Hours, autoprodotto e pubblicato nel 2000 sotto la Agitato Records.

## Descrizione
L'album, presentato al Silicon Kafe di Thiene il 16 dicembre del 2000, ha venduto più di tremila copie; dal 2003 non è più in commercio. Il disco ha ottenuto un buon successo, rendendo i Sun Eats Hours uno dei punti di riferimento dell'hardcore melodico italiano e consentendo alla band di farsi conoscere a livello nazionale con partecipazioni a festival come l'Independent Days Festival e il Deconstruction Tour. Alcuni brani sono stati inseriti in diverse compilation nazionali, come Punk Generation vol.1 della Agitato; Sincerely è stata selezionata per un sampler della rivista Rock Sound, facendo ottenere al gruppo una fama che li ha portati a supportare le date italiane degli Offspring nel 2001.
Il brano To Donna proviene dalla demo Suneatshours (1999). Alla fine dell'album è presente una traccia fantasma in italiano.

## Tracce
Testi e musiche di Francesco Lorenzi, eccetto dove indicato.
1. Intro – 1:44
2. The Same Devils – 2:47
3. I Won't Have You – 3:44 (testo: Francesco Lorenzi, Allegra Winton)
4. Losing Hope – 3:27
5. To Donna – 2:51
6. Police Man – 1:06
7. Loser – 2:19
8. Angel Guardian – 4:09
9. Force – 2:32 (testo: Francesco Lorenzi, Allegra Winton)
10. Sincerely – 3:41
11. S.M.M.C. – 3:17
12. Club Fight Nation – 3:24
13. Young For Ever – 4:09
14. Tiddlywinks – 12:49 – contiene una traccia fantasma

Durata totale: 51:59

## Formazione
Formazione come da libretto.
- Francesco "Lore" Lorenzi – voce e chitarra
- Marco Auriemma – basso
- Riccardo "Ricky" Rossi – batteria

## Don't Waste Time!
Nel 2005 Don't Waste Time! viene ristampato per la Rude Records e distribuito a livello internazionale. Le due versioni si differenziano, oltre che per la copertina (la donna nuda della fotografia in copertina viene sostituita con una versione grafica, edulcorata), per il titolo (a cui viene aggiunto un punto esclamativo) e per la sequenza delle tracce, rimescolata e dove non è più presente l'intro dell'album.

### Tracce
Testi e musiche di Francesco Lorenzi.
1. The Same Devils – 2:47
2. I Won't Have You – 3:44
3. Loser – 2:19
4. Losing Hope – 3:26
5. To Donna – 2:50
6. Club Fight Nation – 3:23
7. Angel Guardian – 4:09
8. Police Man – 1:06
9. Force – 2:32
10. Sincerely – 3:41
11. S.M.M.C. – 3:16
12. Young For Ever – 4:08
13. Tiddlywinks – 12:49 – contiene una traccia fantasma

Durata totale: 50:10

## Formazione
Formazione come da libretto.
Sun Eats Hours
- Francesco "Lore" Lorenzi – voce e chitarra
- Marco "Bam" Auriemma – basso e cori
- Riccardo "Trash" Rossi – batteria

Musicisti aggiuntivi
- Andrea "the Huge" Barone – voce e compositore nella traccia fantasma

Produzione
- Francesco Lorenzi – registrazione, mixaggio, mastering
- Marco Bellucci – registrazione, mixaggio, mastering
- Francesco Chillemi – registrazione, mixaggio, mastering
- Stefano Cera – direzione artistica, design, illustrazioni, copertina
- Marco Auriemma – direzione artistica